# Karl Svensson
Karl Svensson (21 de março de 1984) é um futebolista sueco.
Defendeu Jönköpings Södra, IFK Göteborg, Rangers e Caen durante a carreira. Atualmente, defende o mesmo IFK.
Karl Svensson disputou a Copa de 2006, mas não foi lembrado para a Eurocopa de 2008.